# Gúr-e Mir-mauzóleum
A Gúr-e Mir-mauzóleum az üzbegisztáni Szamarkand városában. Timur Lenk nyughelye, ahová 1405-ben bekövetkezett halála után temették a nagy hódítót. Timur Lenk eredetileg az unokaöccse számára építette, de később őt is ide temették. Ez még a szeldzsukok nyolcszögletű síremlékeinek egyfajta nagyított változata. Központi eleme az egyedi struktúrájú, dob alakú építmény, a 26 méter magas, azúrkék bordázott kupola meghatározza a városrész látképét. A négyszög alakú sírkamrát ónixborítás díszíti. A kupola belső felülete kék-arany mukarnasz-dombormű, amit papírmaséból készítettek.

## Leírása
A Gur-Emir mauzóleum, vagy Timur Lenk mauzóleuma, mely az iszlám művészet egyik remeke Szamarkandban, és talán egész Közép-Ázsiában is.
A türkizkék csempével bevont és a 14-15. század fordulóján keletkezett épületegyütteshez egy medresze, egy vendégfogadó (hanaka) és egy mauzóleum is tartozott.
Az épületek egy négyzet alakú udvar körül helyezkedtek el. Az épületegyüttes többi része a mauzóleum kivételével teljesen elpusztult az idők során, közülük a mauzóleum két oldalán álló minaretek közül az egyik 1868-ban egy földrengés következtében, a másik 1903-ban dőlt le. Ezen kívül még két minaret is állt az épület sarkain, azonban azok már jóval korábban elpusztultak.
Az északi oldalon levő főbejárattal szemközt áll a mauzóleum, amely 1403–1405 között épült. Vámbéry Ármin 1868-as ottjártakor a homlokzati falról olvasta le, hogy a síremlék "a szegény iszfahani Abdulláh Mahmud fiának műve". A kék csempére fehér betűkkel írt, ornamentikaként ható írás csakugyan szembetűnő, az építkezés évének keltezése azonban hiányzik róla.
A századok viharait átélt mauzóleum páratlan művészi élményt nyújtó része a süveg alakú bordás kupola és az alatta levő henger alakú kupoladob arányos magassága kellően kiemeli a kupolát.
A kupola átmérője az alapoknál 15 méter, magassága 12,5 méter és 64 borda osztja fel gerezdekre. A kupolát és bordáit színes, mázas mértani alakzatú kis téglák borítják, alapszíne türkizkék, mely a napsugarak hatására állandóan változtatja színét. A türkizkékes alapszín Keleten a boldogság színe, s a zöld és sárga színek alkalmazása előnyösen emeli ki a türkizkék szépségét.
A kupolát tartó henger alakú kupoladob felső részét kétsoros, sötétkék színű, cseppkőszerű fríz fedi, oldalát körben kufi-írásos márványlapok borítják. A mozgalmas szép, és meglepően nagy-méretű díszírás egyes betűinek nagysága a három métert is eléri.
A mauzóleum udvarába vezető díszes kapu homlokzatát is mázas kerámiaburkolat fedte, melynek növényi ornamentikája színe sárga, fehér és kék volt, de az alapszín itt is a kék szín és annak változatai voltak.
A mauzóleum belső terét is az átgondolt művészi hatáskeresés jellemzi. Arányos, áttekinthető, nyolcszögletű és tíz lépésnyi átmérőjű. A falakat áttetsző ónix-, féldrágakő-lapok borítják, melyek többsége épségben maradt meg, és ha fény éri őket, ma is élvezhető áttetszőségük. A középkorban az ónixnak gyógyító hatást tulajdonítottak. A falmezőket festett minták díszítik, az ornamentika stilizált feliratos, a háttér kék és aranyozott.
A mauzóleum felső dísztermét, mely alatt a sírterem van, négy fülke, négy ajtó és négy rácsos áttört ablak osztja fel, ahol egykor az ablakokat is színes üveg fedte. A sírokat őrző alsó kriptába kisebb lépcsősoron lehet lejutni.
1868-ban, Vámbéry Ármin itteni látogatása idején rendkívüli dolognak számított, ha valaki láthatta az alsó termet: "Ide keskeny, hosszú lépcsőn juthatni, mely a bejárat alatt van, és a kápolna alatt elterülő csarnokba vezet" – írta Vámbéry.

## Galéria

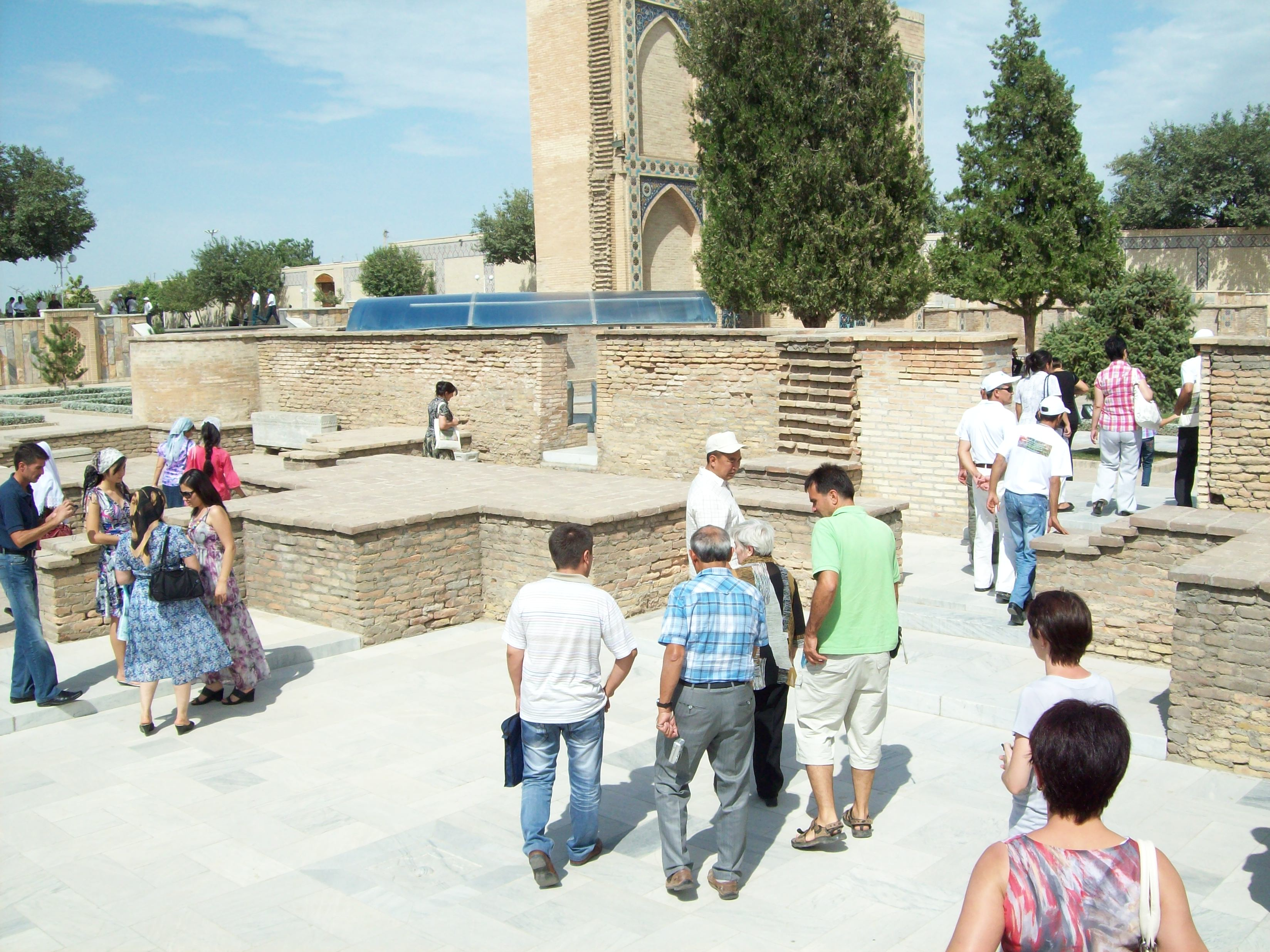
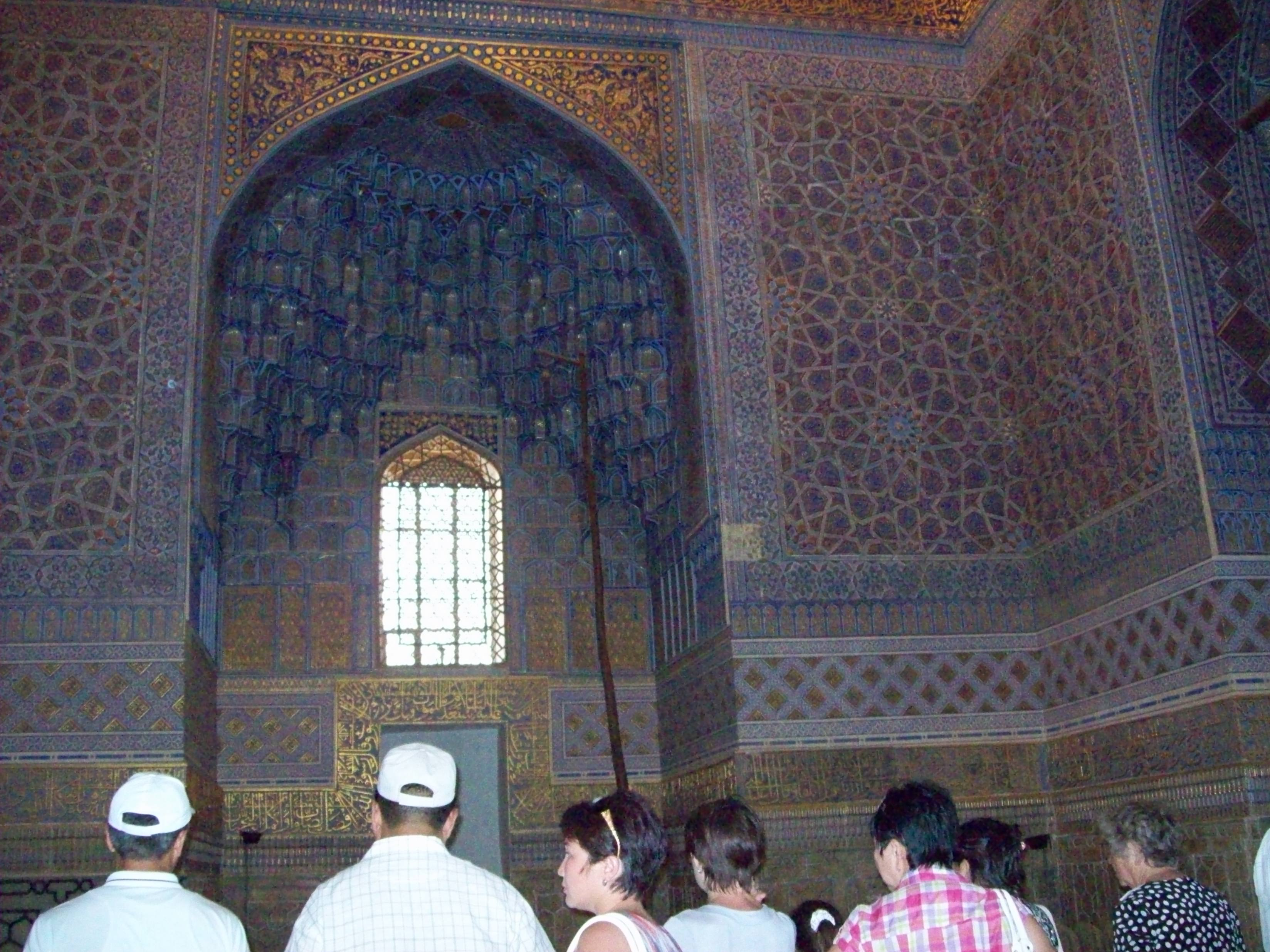
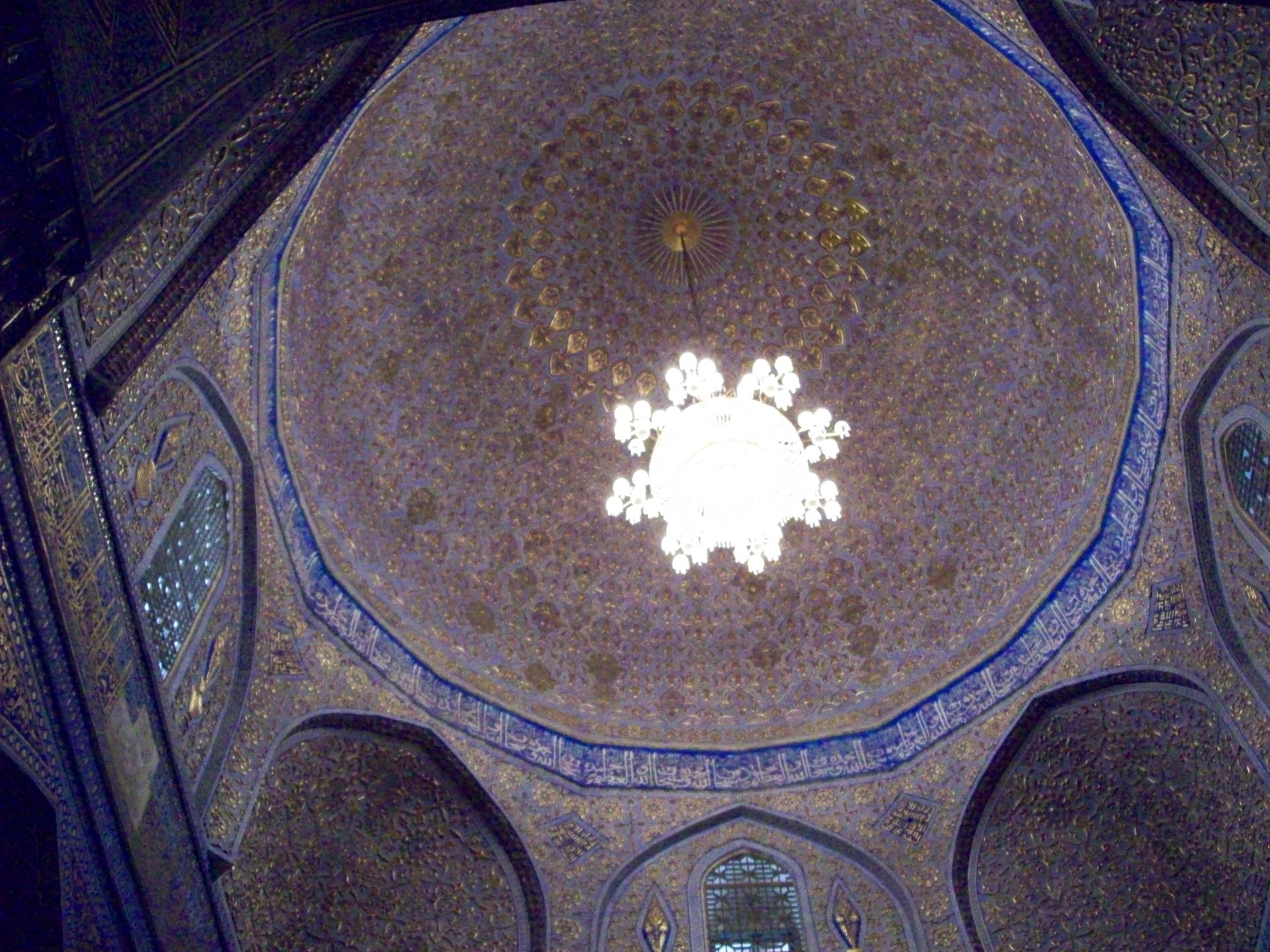
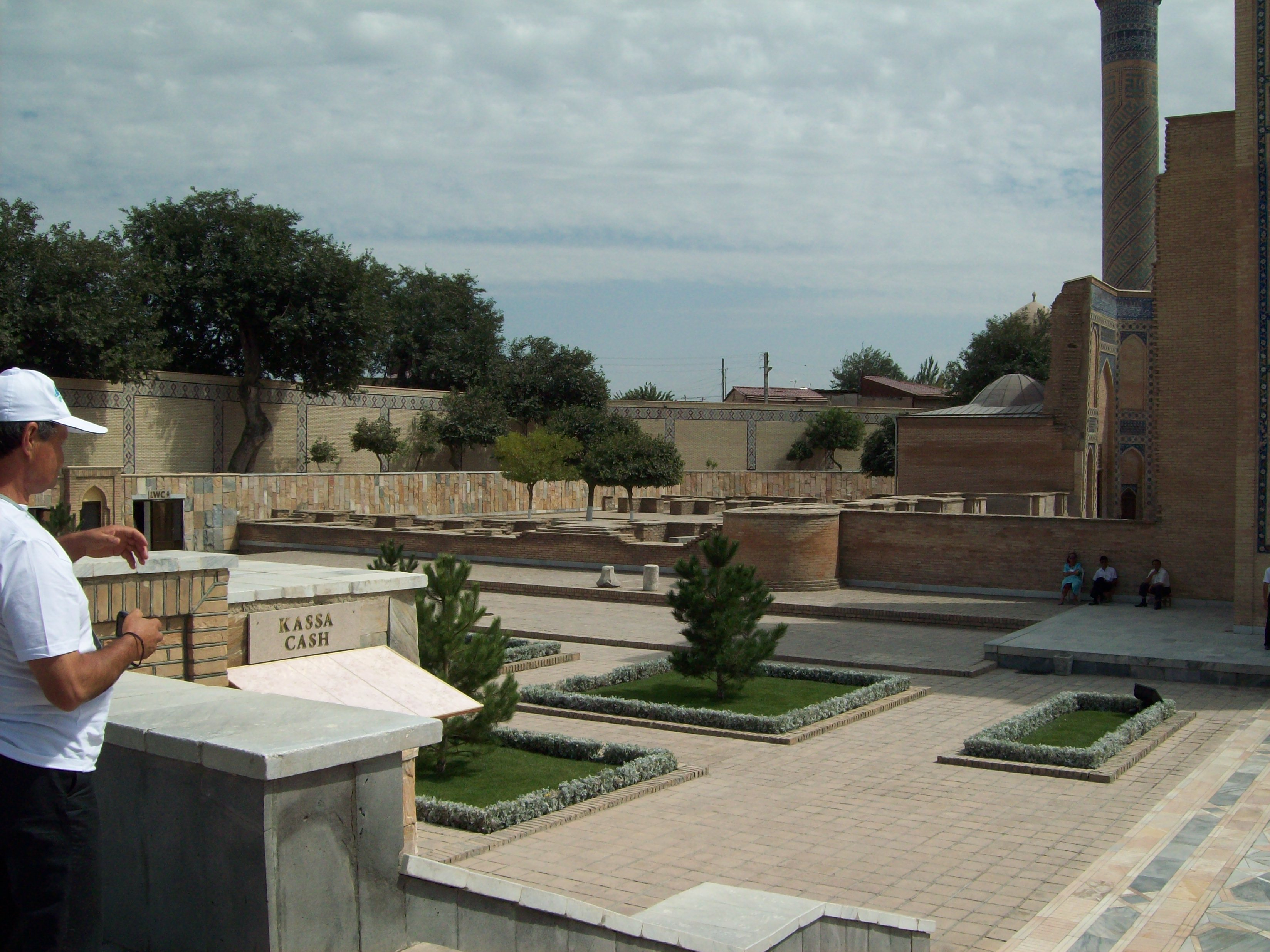
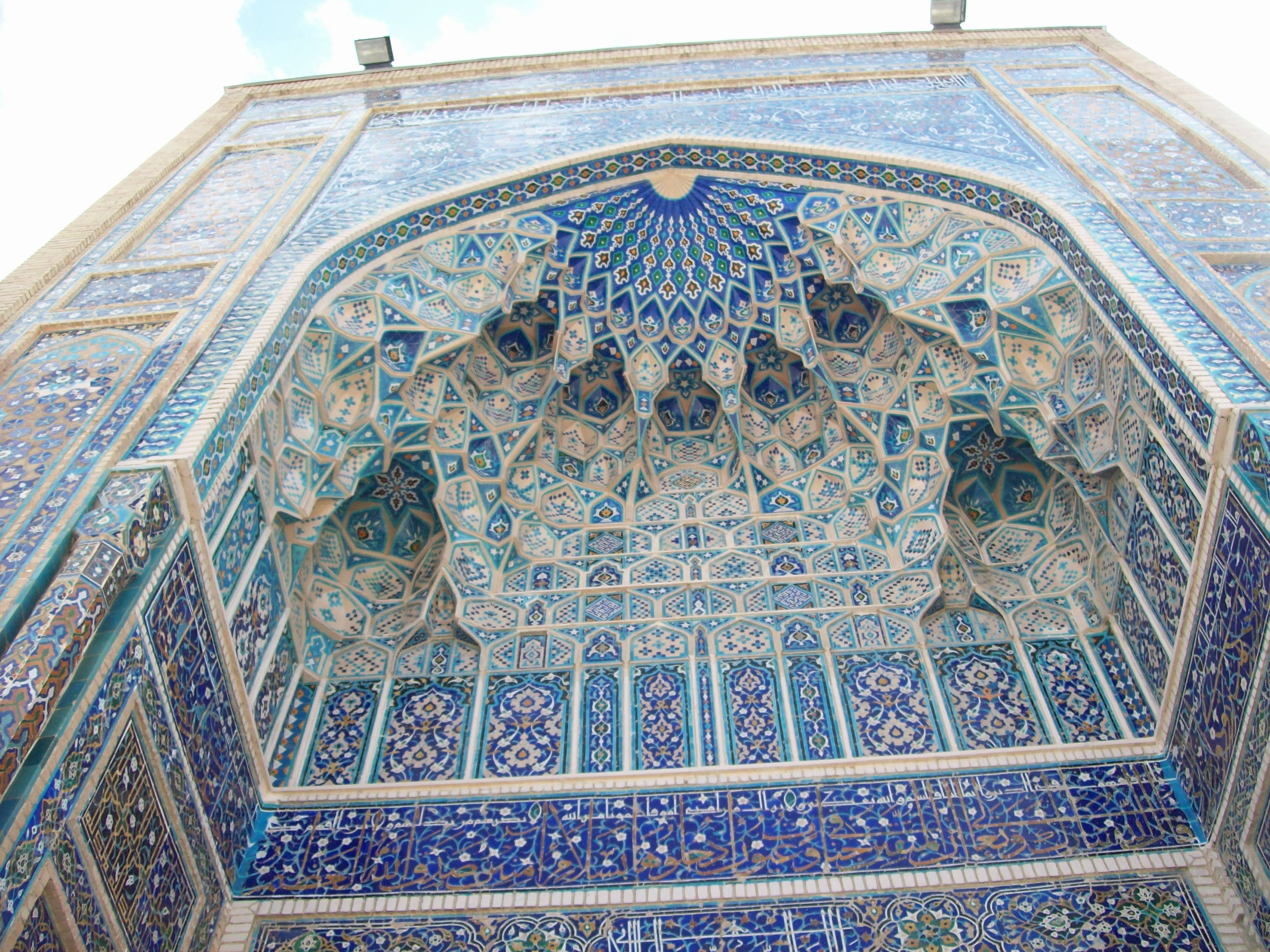
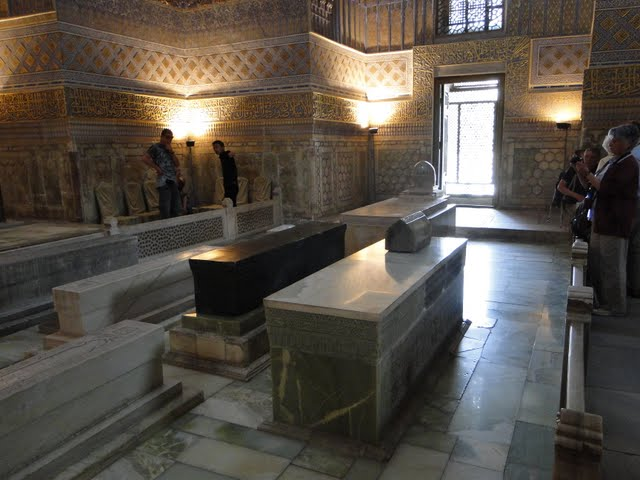
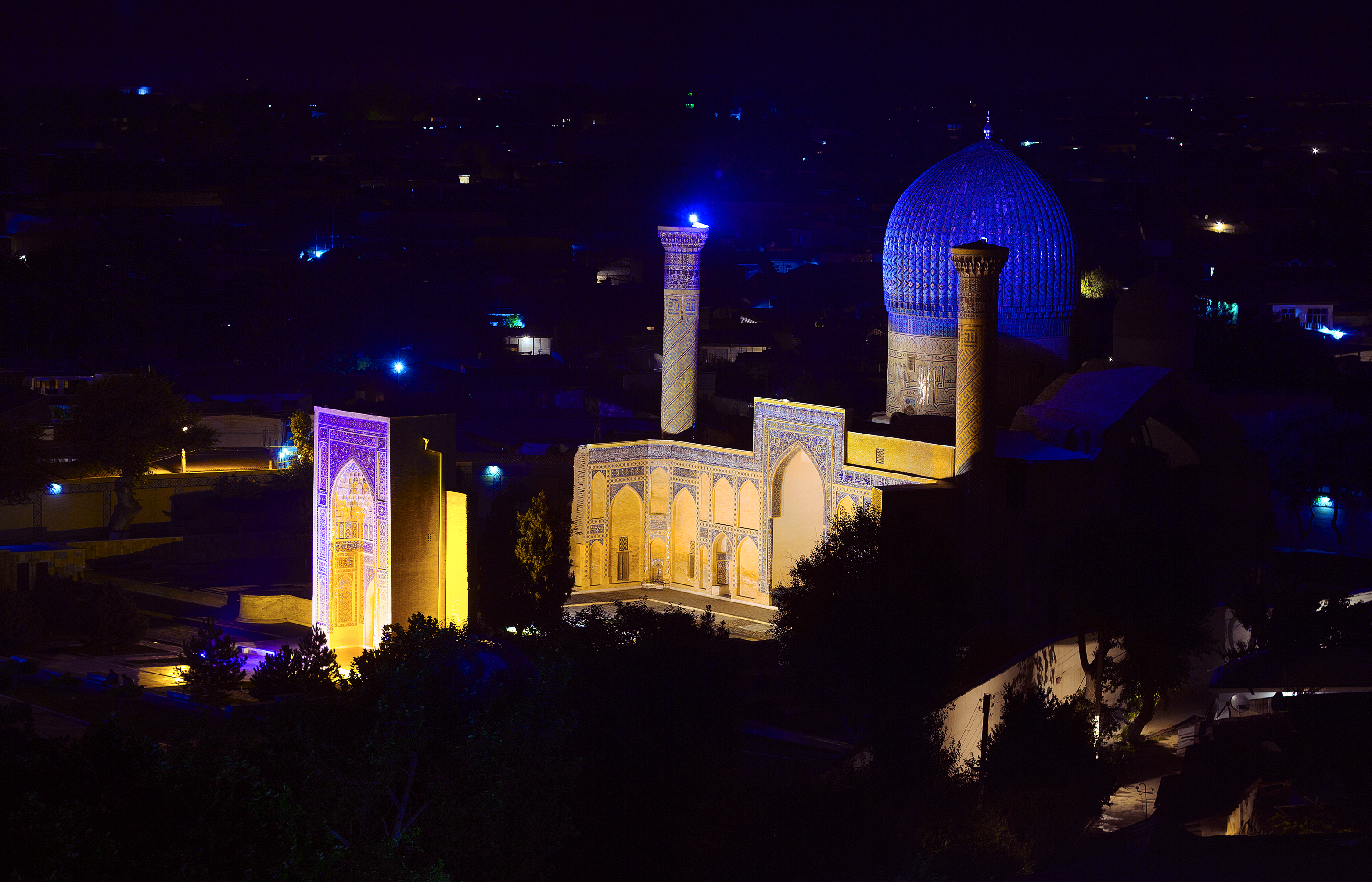